# Renard crabier
Cerdocyon thous · Renard des Savanes, Maikong
Espèce
Répartition géographique
Statut de conservation UICN

 LC  : Préoccupation mineure
Statut CITES
Synonymes
Le renard crabier (Cerdocyon thous), également connu sous le nom de renard des savanes, ou plus rarement sous le nom de maikong, est une espèce de mammifère carnivore de la famille des canidés. Malgré son nom de « renard » donné par rapport à son apparence particulière, dû à un processus de convergence évolutive de part une écologie comparable, ce canidé originaire d’Amérique du Sud fait partie d’un genre bien plus proche de celui des loups et des chacals (canini) : Cerdocyon, dont il est le seul représentant actuel.

## Dénominations
- Nom scientifique valide : Cerdocyon thous (Linnaeus, 1766)[1].
- Nom vernaculaire locaux : arawak : Warhiro[2], tupi-guarani : Maikong
- Nom normalisé anglais : Crab-eating fox
- Noms typiques en français : Renard crabier (UICN)[3] (CITES)[4] (INPN)[5] (JOCE)[6], Renard des savannes (INPN)[5], Chien des bois (UICN)[3][note 1].
- Noms vulgaires : Cerdocyon[7].
- Noms vernaculaires, utilisés en français : Renard, Petit loup, Crabier (Vieilli), Maikong[8] (Vieilli).

## Taxionomie et évolution
Le renard crabier a été initialement décrit sous le nom de Canis thous par Linné en 1766. Il ne fut classé pour la première fois dans son genre actuel Cerdocyon, que bien plus tard, par Hamilton-Smith en 1839.
La tribu Cerdocyonina serait apparue il y a environ 6,0 millions d’années en Amérique du Nord avec l’espèce fossile Ferrucyon avius, aujourd’hui éteinte (vers 1,4–1,3 millions d’années). Ce genre a toutefois perduré en Amérique du Sud à partir d’une époque indéterminée, peut-être autour de 3,1 Ma, et est encore représenté de nos jours par une forme identique ou proche de celle du renard crabier.
En tant qu’espèce de la tribu des Canini, Cerdocyon thous est apparenté au genre Canis. Son plus proche parent vivant connu serait, selon les hypothèses actuelles, le chien des buissons aux oreilles courtes (Atelocynus microtis). Cette relation reste toutefois à confirmer par des analyses phylogénétiques mitochondriales. Deux sous-genres (Atelocynus et Speothos) ont d’ailleurs été anciennement inclus dans le genre Cerdocyon.
Cerdocyon thous et l’autre espèce fossile Cerdocyon avius ont subi une radiation évolutive sur le continent sud-américain. Tous les parents proches du renard crabier (Cerdocyon thous) sont aujourd’hui éteints. Il constitue l’unique représentant encore vivant du genre Cerdocyon.
|  | Speothos                                                 |
|  |                                                          |
|  | \| \| Chrysocyon \| \| \| \| \| \| †Dusicyon \| \| \| \| |
|  |                                                          |
|  | Chrysocyon                                               |
|  |                                                          |
|  | †Dusicyon                                                |
|  |                                                          |

|  | Chrysocyon |
|  |            |
|  | †Dusicyon  |
|  |            |

|  | Lycalopex fulvipes    |
|  |                       |
|  | Lycalopex gymnocercus |
|  |                       |

|  | Lycalopex culpaeus |
|  |                    |
|  | Lycalopex griseus  |
|  |                    |

|  | Lycalopex fulvipes    |
|  |                       |
|  | Lycalopex gymnocercus |
|  |                       |

|  | Lycalopex culpaeus |
|  |                    |
|  | Lycalopex griseus  |
|  |                    |

|  | Lycalopex fulvipes    |
|  |                       |
|  | Lycalopex gymnocercus |
|  |                       |

|  | Lycalopex culpaeus |
|  |                    |
|  | Lycalopex griseus  |
|  |                    |

|  | Lycalopex fulvipes    |
|  |                       |
|  | Lycalopex gymnocercus |
|  |                       |

|  | Lycalopex culpaeus |
|  |                    |
|  | Lycalopex griseus  |
|  |                    |

|  | Lycalopex fulvipes    |
|  |                       |
|  | Lycalopex gymnocercus |
|  |                       |

|  | Lycalopex culpaeus |
|  |                    |
|  | Lycalopex griseus  |
|  |                    |

|  | Lycalopex fulvipes    |
|  |                       |
|  | Lycalopex gymnocercus |
|  |                       |

|  | Lycalopex culpaeus |
|  |                    |
|  | Lycalopex griseus  |
|  |                    |

|  | Lycalopex fulvipes    |
|  |                       |
|  | Lycalopex gymnocercus |
|  |                       |

|  | Lycalopex culpaeus |
|  |                    |
|  | Lycalopex griseus  |
|  |                    |

|  | Lycalopex fulvipes    |
|  |                       |
|  | Lycalopex gymnocercus |
|  |                       |

|  | Lycalopex culpaeus |
|  |                    |
|  | Lycalopex griseus  |
|  |                    |

|  | Lycalopex fulvipes    |
|  |                       |
|  | Lycalopex gymnocercus |
|  |                       |

|  | Lycalopex culpaeus |
|  |                    |
|  | Lycalopex griseus  |
|  |                    |

|  | Lycalopex fulvipes    |
|  |                       |
|  | Lycalopex gymnocercus |
|  |                       |

|  | Lycalopex culpaeus |
|  |                    |
|  | Lycalopex griseus  |
|  |                    |

|  | Lycalopex fulvipes    |
|  |                       |
|  | Lycalopex gymnocercus |
|  |                       |

|  | Lycalopex culpaeus |
|  |                    |
|  | Lycalopex griseus  |
|  |                    |

|  | Lycalopex fulvipes    |
|  |                       |
|  | Lycalopex gymnocercus |
|  |                       |

|  | Lycalopex culpaeus |
|  |                    |
|  | Lycalopex griseus  |
|  |                    |

|  | Lycalopex fulvipes    |
|  |                       |
|  | Lycalopex gymnocercus |
|  |                       |

|  | Lycalopex culpaeus |
|  |                    |
|  | Lycalopex griseus  |
|  |                    |

|  | Lycalopex fulvipes    |
|  |                       |
|  | Lycalopex gymnocercus |
|  |                       |

|  | Lycalopex culpaeus |
|  |                    |
|  | Lycalopex griseus  |
|  |                    |

|  | Lycalopex fulvipes    |
|  |                       |
|  | Lycalopex gymnocercus |
|  |                       |

|  | Lycalopex culpaeus |
|  |                    |
|  | Lycalopex griseus  |
|  |                    |

|  | Lycalopex fulvipes    |
|  |                       |
|  | Lycalopex gymnocercus |
|  |                       |

|  | Lycalopex culpaeus |
|  |                    |
|  | Lycalopex griseus  |
|  |                    |

|  | Lycalopex fulvipes    |
|  |                       |
|  | Lycalopex gymnocercus |
|  |                       |

|  | Lycalopex culpaeus |
|  |                    |
|  | Lycalopex griseus  |
|  |                    |

|  | Lycalopex fulvipes    |
|  |                       |
|  | Lycalopex gymnocercus |
|  |                       |

|  | Lycalopex culpaeus |
|  |                    |
|  | Lycalopex griseus  |
|  |                    |

|  | Lycalopex fulvipes    |
|  |                       |
|  | Lycalopex gymnocercus |
|  |                       |

|  | Lycalopex culpaeus |
|  |                    |
|  | Lycalopex griseus  |
|  |                    |

|  | Lycalopex fulvipes    |
|  |                       |
|  | Lycalopex gymnocercus |
|  |                       |

|  | Lycalopex culpaeus |
|  |                    |
|  | Lycalopex griseus  |
|  |                    |

|  | Lycalopex fulvipes    |
|  |                       |
|  | Lycalopex gymnocercus |
|  |                       |

|  | Lycalopex culpaeus |
|  |                    |
|  | Lycalopex griseus  |
|  |                    |

|  | Lycalopex fulvipes    |
|  |                       |
|  | Lycalopex gymnocercus |
|  |                       |

|  | Lycalopex culpaeus |
|  |                    |
|  | Lycalopex griseus  |
|  |                    |

|  | Lycalopex fulvipes    |
|  |                       |
|  | Lycalopex gymnocercus |
|  |                       |

|  | Lycalopex culpaeus |
|  |                    |
|  | Lycalopex griseus  |
|  |                    |

|  | Lycalopex fulvipes    |
|  |                       |
|  | Lycalopex gymnocercus |
|  |                       |

|  | Lycalopex culpaeus |
|  |                    |
|  | Lycalopex griseus  |
|  |                    |

|  | Lycalopex fulvipes    |
|  |                       |
|  | Lycalopex gymnocercus |
|  |                       |

|  | Lycalopex culpaeus |
|  |                    |
|  | Lycalopex griseus  |
|  |                    |

|  | Lycalopex fulvipes    |
|  |                       |
|  | Lycalopex gymnocercus |
|  |                       |

|  | Lycalopex culpaeus |
|  |                    |
|  | Lycalopex griseus  |
|  |                    |

|  | Lycalopex fulvipes    |
|  |                       |
|  | Lycalopex gymnocercus |
|  |                       |

|  | Lycalopex culpaeus |
|  |                    |
|  | Lycalopex griseus  |
|  |                    |

|  | Lycalopex fulvipes    |
|  |                       |
|  | Lycalopex gymnocercus |
|  |                       |

|  | Lycalopex culpaeus |
|  |                    |
|  | Lycalopex griseus  |
|  |                    |

|  | Lycalopex fulvipes    |
|  |                       |
|  | Lycalopex gymnocercus |
|  |                       |

|  | Lycalopex culpaeus |
|  |                    |
|  | Lycalopex griseus  |
|  |                    |

|  | Lycalopex fulvipes    |
|  |                       |
|  | Lycalopex gymnocercus |
|  |                       |

|  | Lycalopex culpaeus |
|  |                    |
|  | Lycalopex griseus  |
|  |                    |

|  | Lycalopex fulvipes    |
|  |                       |
|  | Lycalopex gymnocercus |
|  |                       |

|  | Lycalopex culpaeus |
|  |                    |
|  | Lycalopex griseus  |
|  |                    |

|  | Lycalopex fulvipes    |
|  |                       |
|  | Lycalopex gymnocercus |
|  |                       |

|  | Lycalopex culpaeus |
|  |                    |
|  | Lycalopex griseus  |
|  |                    |

|  | Lycalopex fulvipes    |
|  |                       |
|  | Lycalopex gymnocercus |
|  |                       |

|  | Lycalopex culpaeus |
|  |                    |
|  | Lycalopex griseus  |
|  |                    |

|  | Lycalopex fulvipes    |
|  |                       |
|  | Lycalopex gymnocercus |
|  |                       |

|  | Lycalopex culpaeus |
|  |                    |
|  | Lycalopex griseus  |
|  |                    |

|  | Lycalopex fulvipes    |
|  |                       |
|  | Lycalopex gymnocercus |
|  |                       |

|  | Lycalopex culpaeus |
|  |                    |
|  | Lycalopex griseus  |
|  |                    |

|  | Lycalopex fulvipes    |
|  |                       |
|  | Lycalopex gymnocercus |
|  |                       |

|  | Lycalopex culpaeus |
|  |                    |
|  | Lycalopex griseus  |
|  |                    |

|  | Lycalopex fulvipes    |
|  |                       |
|  | Lycalopex gymnocercus |
|  |                       |

|  | Lycalopex culpaeus |
|  |                    |
|  | Lycalopex griseus  |
|  |                    |

|  | Lycalopex fulvipes    |
|  |                       |
|  | Lycalopex gymnocercus |
|  |                       |

|  | Lycalopex culpaeus |
|  |                    |
|  | Lycalopex griseus  |
|  |                    |

|  | Lycalopex fulvipes    |
|  |                       |
|  | Lycalopex gymnocercus |
|  |                       |

|  | Lycalopex culpaeus |
|  |                    |
|  | Lycalopex griseus  |
|  |                    |

|  | Lycalopex fulvipes    |
|  |                       |
|  | Lycalopex gymnocercus |
|  |                       |

|  | Lycalopex culpaeus |
|  |                    |
|  | Lycalopex griseus  |
|  |                    |

|  | Lycalopex fulvipes    |
|  |                       |
|  | Lycalopex gymnocercus |
|  |                       |

|  | Lycalopex culpaeus |
|  |                    |
|  | Lycalopex griseus  |
|  |                    |

|  | Lycalopex fulvipes    |
|  |                       |
|  | Lycalopex gymnocercus |
|  |                       |

|  | Lycalopex culpaeus |
|  |                    |
|  | Lycalopex griseus  |
|  |                    |

|  | Lycalopex fulvipes    |
|  |                       |
|  | Lycalopex gymnocercus |
|  |                       |

|  | Lycalopex culpaeus |
|  |                    |
|  | Lycalopex griseus  |
|  |                    |

|  | Lycalopex fulvipes    |
|  |                       |
|  | Lycalopex gymnocercus |
|  |                       |

|  | Lycalopex culpaeus |
|  |                    |
|  | Lycalopex griseus  |
|  |                    |

|  | Lycalopex fulvipes    |
|  |                       |
|  | Lycalopex gymnocercus |
|  |                       |

|  | Lycalopex culpaeus |
|  |                    |
|  | Lycalopex griseus  |
|  |                    |

|  | Lycalopex fulvipes    |
|  |                       |
|  | Lycalopex gymnocercus |
|  |                       |

|  | Lycalopex culpaeus |
|  |                    |
|  | Lycalopex griseus  |
|  |                    |

|  | Lycalopex fulvipes    |
|  |                       |
|  | Lycalopex gymnocercus |
|  |                       |

|  | Lycalopex culpaeus |
|  |                    |
|  | Lycalopex griseus  |
|  |                    |

|  | Lycalopex fulvipes    |
|  |                       |
|  | Lycalopex gymnocercus |
|  |                       |

|  | Lycalopex culpaeus |
|  |                    |
|  | Lycalopex griseus  |
|  |                    |

|  | Lycalopex fulvipes    |
|  |                       |
|  | Lycalopex gymnocercus |
|  |                       |

|  | Lycalopex culpaeus |
|  |                    |
|  | Lycalopex griseus  |
|  |                    |

|  | Lycalopex fulvipes    |
|  |                       |
|  | Lycalopex gymnocercus |
|  |                       |

|  | Lycalopex culpaeus |
|  |                    |
|  | Lycalopex griseus  |
|  |                    |

|  | Lycalopex fulvipes    |
|  |                       |
|  | Lycalopex gymnocercus |
|  |                       |

|  | Lycalopex culpaeus |
|  |                    |
|  | Lycalopex griseus  |
|  |                    |

|  | Lycalopex fulvipes    |
|  |                       |
|  | Lycalopex gymnocercus |
|  |                       |

|  | Lycalopex culpaeus |
|  |                    |
|  | Lycalopex griseus  |
|  |                    |

|  | Lycalopex fulvipes    |
|  |                       |
|  | Lycalopex gymnocercus |
|  |                       |

|  | Lycalopex culpaeus |
|  |                    |
|  | Lycalopex griseus  |
|  |                    |

|  | Lycalopex fulvipes    |
|  |                       |
|  | Lycalopex gymnocercus |
|  |                       |

|  | Lycalopex culpaeus |
|  |                    |
|  | Lycalopex griseus  |
|  |                    |

|  | Lycalopex fulvipes    |
|  |                       |
|  | Lycalopex gymnocercus |
|  |                       |

|  | Lycalopex culpaeus |
|  |                    |
|  | Lycalopex griseus  |
|  |                    |

|  | Lycalopex fulvipes    |
|  |                       |
|  | Lycalopex gymnocercus |
|  |                       |

|  | Lycalopex culpaeus |
|  |                    |
|  | Lycalopex griseus  |
|  |                    |

|  | Lycalopex fulvipes    |
|  |                       |
|  | Lycalopex gymnocercus |
|  |                       |

|  | Lycalopex culpaeus |
|  |                    |
|  | Lycalopex griseus  |
|  |                    |

|  | Lycalopex fulvipes    |
|  |                       |
|  | Lycalopex gymnocercus |
|  |                       |

|  | Lycalopex culpaeus |
|  |                    |
|  | Lycalopex griseus  |
|  |                    |

|  | Lycalopex fulvipes    |
|  |                       |
|  | Lycalopex gymnocercus |
|  |                       |

|  | Lycalopex culpaeus |
|  |                    |
|  | Lycalopex griseus  |
|  |                    |

|  | Lycalopex fulvipes    |
|  |                       |
|  | Lycalopex gymnocercus |
|  |                       |

|  | Lycalopex culpaeus |
|  |                    |
|  | Lycalopex griseus  |
|  |                    |

|  | Lycalopex fulvipes    |
|  |                       |
|  | Lycalopex gymnocercus |
|  |                       |

|  | Lycalopex culpaeus |
|  |                    |
|  | Lycalopex griseus  |
|  |                    |

|  | Lycalopex fulvipes    |
|  |                       |
|  | Lycalopex gymnocercus |
|  |                       |

|  | Lycalopex culpaeus |
|  |                    |
|  | Lycalopex griseus  |
|  |                    |

|  | Lycalopex fulvipes    |
|  |                       |
|  | Lycalopex gymnocercus |
|  |                       |

|  | Lycalopex culpaeus |
|  |                    |
|  | Lycalopex griseus  |
|  |                    |

|  | Lycalopex fulvipes    |
|  |                       |
|  | Lycalopex gymnocercus |
|  |                       |

|  | Lycalopex culpaeus |
|  |                    |
|  | Lycalopex griseus  |
|  |                    |

|  | Speothos                                                 |
|  |                                                          |
|  | \| \| Chrysocyon \| \| \| \| \| \| †Dusicyon \| \| \| \| |
|  |                                                          |
|  | Chrysocyon                                               |
|  |                                                          |
|  | †Dusicyon                                                |
|  |                                                          |

|  | Chrysocyon |
|  |            |
|  | †Dusicyon  |
|  |            |

|  | Lycalopex fulvipes    |
|  |                       |
|  | Lycalopex gymnocercus |
|  |                       |

|  | Lycalopex culpaeus |
|  |                    |
|  | Lycalopex griseus  |
|  |                    |

|  | Lycalopex fulvipes    |
|  |                       |
|  | Lycalopex gymnocercus |
|  |                       |

|  | Lycalopex culpaeus |
|  |                    |
|  | Lycalopex griseus  |
|  |                    |

|  | Lycalopex fulvipes    |
|  |                       |
|  | Lycalopex gymnocercus |
|  |                       |

|  | Lycalopex culpaeus |
|  |                    |
|  | Lycalopex griseus  |
|  |                    |

|  | Lycalopex fulvipes    |
|  |                       |
|  | Lycalopex gymnocercus |
|  |                       |

|  | Lycalopex culpaeus |
|  |                    |
|  | Lycalopex griseus  |
|  |                    |

|  | Lycalopex fulvipes    |
|  |                       |
|  | Lycalopex gymnocercus |
|  |                       |

|  | Lycalopex culpaeus |
|  |                    |
|  | Lycalopex griseus  |
|  |                    |

|  | Lycalopex fulvipes    |
|  |                       |
|  | Lycalopex gymnocercus |
|  |                       |

|  | Lycalopex culpaeus |
|  |                    |
|  | Lycalopex griseus  |
|  |                    |

|  | Lycalopex fulvipes    |
|  |                       |
|  | Lycalopex gymnocercus |
|  |                       |

|  | Lycalopex culpaeus |
|  |                    |
|  | Lycalopex griseus  |
|  |                    |

|  | Lycalopex fulvipes    |
|  |                       |
|  | Lycalopex gymnocercus |
|  |                       |

|  | Lycalopex culpaeus |
|  |                    |
|  | Lycalopex griseus  |
|  |                    |

|  | Lycalopex fulvipes    |
|  |                       |
|  | Lycalopex gymnocercus |
|  |                       |

|  | Lycalopex culpaeus |
|  |                    |
|  | Lycalopex griseus  |
|  |                    |

|  | Lycalopex fulvipes    |
|  |                       |
|  | Lycalopex gymnocercus |
|  |                       |

|  | Lycalopex culpaeus |
|  |                    |
|  | Lycalopex griseus  |
|  |                    |

|  | Lycalopex fulvipes    |
|  |                       |
|  | Lycalopex gymnocercus |
|  |                       |

|  | Lycalopex culpaeus |
|  |                    |
|  | Lycalopex griseus  |
|  |                    |

|  | Lycalopex fulvipes    |
|  |                       |
|  | Lycalopex gymnocercus |
|  |                       |

|  | Lycalopex culpaeus |
|  |                    |
|  | Lycalopex griseus  |
|  |                    |

|  | Lycalopex fulvipes    |
|  |                       |
|  | Lycalopex gymnocercus |
|  |                       |

|  | Lycalopex culpaeus |
|  |                    |
|  | Lycalopex griseus  |
|  |                    |

|  | Lycalopex fulvipes    |
|  |                       |
|  | Lycalopex gymnocercus |
|  |                       |

|  | Lycalopex culpaeus |
|  |                    |
|  | Lycalopex griseus  |
|  |                    |

|  | Lycalopex fulvipes    |
|  |                       |
|  | Lycalopex gymnocercus |
|  |                       |

|  | Lycalopex culpaeus |
|  |                    |
|  | Lycalopex griseus  |
|  |                    |

|  | Lycalopex fulvipes    |
|  |                       |
|  | Lycalopex gymnocercus |
|  |                       |

|  | Lycalopex culpaeus |
|  |                    |
|  | Lycalopex griseus  |
|  |                    |

|  | Lycalopex fulvipes    |
|  |                       |
|  | Lycalopex gymnocercus |
|  |                       |

|  | Lycalopex culpaeus |
|  |                    |
|  | Lycalopex griseus  |
|  |                    |

|  | Lycalopex fulvipes    |
|  |                       |
|  | Lycalopex gymnocercus |
|  |                       |

|  | Lycalopex culpaeus |
|  |                    |
|  | Lycalopex griseus  |
|  |                    |

|  | Lycalopex fulvipes    |
|  |                       |
|  | Lycalopex gymnocercus |
|  |                       |

|  | Lycalopex culpaeus |
|  |                    |
|  | Lycalopex griseus  |
|  |                    |

|  | Lycalopex fulvipes    |
|  |                       |
|  | Lycalopex gymnocercus |
|  |                       |

|  | Lycalopex culpaeus |
|  |                    |
|  | Lycalopex griseus  |
|  |                    |

|  | Lycalopex fulvipes    |
|  |                       |
|  | Lycalopex gymnocercus |
|  |                       |

|  | Lycalopex culpaeus |
|  |                    |
|  | Lycalopex griseus  |
|  |                    |

|  | Lycalopex fulvipes    |
|  |                       |
|  | Lycalopex gymnocercus |
|  |                       |

|  | Lycalopex culpaeus |
|  |                    |
|  | Lycalopex griseus  |
|  |                    |

|  | Lycalopex fulvipes    |
|  |                       |
|  | Lycalopex gymnocercus |
|  |                       |

|  | Lycalopex culpaeus |
|  |                    |
|  | Lycalopex griseus  |
|  |                    |

|  | Lycalopex fulvipes    |
|  |                       |
|  | Lycalopex gymnocercus |
|  |                       |

|  | Lycalopex culpaeus |
|  |                    |
|  | Lycalopex griseus  |
|  |                    |

|  | Lycalopex fulvipes    |
|  |                       |
|  | Lycalopex gymnocercus |
|  |                       |

|  | Lycalopex culpaeus |
|  |                    |
|  | Lycalopex griseus  |
|  |                    |

|  | Lycalopex fulvipes    |
|  |                       |
|  | Lycalopex gymnocercus |
|  |                       |

|  | Lycalopex culpaeus |
|  |                    |
|  | Lycalopex griseus  |
|  |                    |

|  | Lycalopex fulvipes    |
|  |                       |
|  | Lycalopex gymnocercus |
|  |                       |

|  | Lycalopex culpaeus |
|  |                    |
|  | Lycalopex griseus  |
|  |                    |

|  | Lycalopex fulvipes    |
|  |                       |
|  | Lycalopex gymnocercus |
|  |                       |

|  | Lycalopex culpaeus |
|  |                    |
|  | Lycalopex griseus  |
|  |                    |

|  | Lycalopex fulvipes    |
|  |                       |
|  | Lycalopex gymnocercus |
|  |                       |

|  | Lycalopex culpaeus |
|  |                    |
|  | Lycalopex griseus  |
|  |                    |

|  | Lycalopex fulvipes    |
|  |                       |
|  | Lycalopex gymnocercus |
|  |                       |

|  | Lycalopex culpaeus |
|  |                    |
|  | Lycalopex griseus  |
|  |                    |

|  | Lycalopex fulvipes    |
|  |                       |
|  | Lycalopex gymnocercus |
|  |                       |

|  | Lycalopex culpaeus |
|  |                    |
|  | Lycalopex griseus  |
|  |                    |

|  | Lycalopex fulvipes    |
|  |                       |
|  | Lycalopex gymnocercus |
|  |                       |

|  | Lycalopex culpaeus |
|  |                    |
|  | Lycalopex griseus  |
|  |                    |

|  | Lycalopex fulvipes    |
|  |                       |
|  | Lycalopex gymnocercus |
|  |                       |

|  | Lycalopex culpaeus |
|  |                    |
|  | Lycalopex griseus  |
|  |                    |

|  | Lycalopex fulvipes    |
|  |                       |
|  | Lycalopex gymnocercus |
|  |                       |

|  | Lycalopex culpaeus |
|  |                    |
|  | Lycalopex griseus  |
|  |                    |

|  | Lycalopex fulvipes    |
|  |                       |
|  | Lycalopex gymnocercus |
|  |                       |

|  | Lycalopex culpaeus |
|  |                    |
|  | Lycalopex griseus  |
|  |                    |

|  | Lycalopex fulvipes    |
|  |                       |
|  | Lycalopex gymnocercus |
|  |                       |

|  | Lycalopex culpaeus |
|  |                    |
|  | Lycalopex griseus  |
|  |                    |

|  | Lycalopex fulvipes    |
|  |                       |
|  | Lycalopex gymnocercus |
|  |                       |

|  | Lycalopex culpaeus |
|  |                    |
|  | Lycalopex griseus  |
|  |                    |

|  | Lycalopex fulvipes    |
|  |                       |
|  | Lycalopex gymnocercus |
|  |                       |

|  | Lycalopex culpaeus |
|  |                    |
|  | Lycalopex griseus  |
|  |                    |

|  | Lycalopex fulvipes    |
|  |                       |
|  | Lycalopex gymnocercus |
|  |                       |

|  | Lycalopex culpaeus |
|  |                    |
|  | Lycalopex griseus  |
|  |                    |

|  | Lycalopex fulvipes    |
|  |                       |
|  | Lycalopex gymnocercus |
|  |                       |

|  | Lycalopex culpaeus |
|  |                    |
|  | Lycalopex griseus  |
|  |                    |

|  | Lycalopex fulvipes    |
|  |                       |
|  | Lycalopex gymnocercus |
|  |                       |

|  | Lycalopex culpaeus |
|  |                    |
|  | Lycalopex griseus  |
|  |                    |

|  | Lycalopex fulvipes    |
|  |                       |
|  | Lycalopex gymnocercus |
|  |                       |

|  | Lycalopex culpaeus |
|  |                    |
|  | Lycalopex griseus  |
|  |                    |

|  | Lycalopex fulvipes    |
|  |                       |
|  | Lycalopex gymnocercus |
|  |                       |

|  | Lycalopex culpaeus |
|  |                    |
|  | Lycalopex griseus  |
|  |                    |

|  | Lycalopex fulvipes    |
|  |                       |
|  | Lycalopex gymnocercus |
|  |                       |

|  | Lycalopex culpaeus |
|  |                    |
|  | Lycalopex griseus  |
|  |                    |

|  | Lycalopex fulvipes    |
|  |                       |
|  | Lycalopex gymnocercus |
|  |                       |

|  | Lycalopex culpaeus |
|  |                    |
|  | Lycalopex griseus  |
|  |                    |

|  | Lycalopex fulvipes    |
|  |                       |
|  | Lycalopex gymnocercus |
|  |                       |

|  | Lycalopex culpaeus |
|  |                    |
|  | Lycalopex griseus  |
|  |                    |

|  | Lycalopex fulvipes    |
|  |                       |
|  | Lycalopex gymnocercus |
|  |                       |

|  | Lycalopex culpaeus |
|  |                    |
|  | Lycalopex griseus  |
|  |                    |

|  | Lycalopex fulvipes    |
|  |                       |
|  | Lycalopex gymnocercus |
|  |                       |

|  | Lycalopex culpaeus |
|  |                    |
|  | Lycalopex griseus  |
|  |                    |

|  | Lycalopex fulvipes    |
|  |                       |
|  | Lycalopex gymnocercus |
|  |                       |

|  | Lycalopex culpaeus |
|  |                    |
|  | Lycalopex griseus  |
|  |                    |

|  | Lycalopex fulvipes    |
|  |                       |
|  | Lycalopex gymnocercus |
|  |                       |

|  | Lycalopex culpaeus |
|  |                    |
|  | Lycalopex griseus  |
|  |                    |

|  | Lycalopex fulvipes    |
|  |                       |
|  | Lycalopex gymnocercus |
|  |                       |

|  | Lycalopex culpaeus |
|  |                    |
|  | Lycalopex griseus  |
|  |                    |

|  | Lycalopex fulvipes    |
|  |                       |
|  | Lycalopex gymnocercus |
|  |                       |

|  | Lycalopex culpaeus |
|  |                    |
|  | Lycalopex griseus  |
|  |                    |

|  | Lycalopex fulvipes    |
|  |                       |
|  | Lycalopex gymnocercus |
|  |                       |

|  | Lycalopex culpaeus |
|  |                    |
|  | Lycalopex griseus  |
|  |                    |

|  | Lycalopex fulvipes    |
|  |                       |
|  | Lycalopex gymnocercus |
|  |                       |

|  | Lycalopex culpaeus |
|  |                    |
|  | Lycalopex griseus  |
|  |                    |

|  | Lycalopex fulvipes    |
|  |                       |
|  | Lycalopex gymnocercus |
|  |                       |

|  | Lycalopex culpaeus |
|  |                    |
|  | Lycalopex griseus  |
|  |                    |

|  | Lycalopex fulvipes    |
|  |                       |
|  | Lycalopex gymnocercus |
|  |                       |

|  | Lycalopex culpaeus |
|  |                    |
|  | Lycalopex griseus  |
|  |                    |

|  | Lycalopex fulvipes    |
|  |                       |
|  | Lycalopex gymnocercus |
|  |                       |

|  | Lycalopex culpaeus |
|  |                    |
|  | Lycalopex griseus  |
|  |                    |

|  | Lycalopex fulvipes    |
|  |                       |
|  | Lycalopex gymnocercus |
|  |                       |

|  | Lycalopex culpaeus |
|  |                    |
|  | Lycalopex griseus  |
|  |                    |

|  | Lycalopex fulvipes    |
|  |                       |
|  | Lycalopex gymnocercus |
|  |                       |

|  | Lycalopex culpaeus |
|  |                    |
|  | Lycalopex griseus  |
|  |                    |

|  | Lycalopex fulvipes    |
|  |                       |
|  | Lycalopex gymnocercus |
|  |                       |

|  | Lycalopex culpaeus |
|  |                    |
|  | Lycalopex griseus  |
|  |                    |

|  | Lycalopex fulvipes    |
|  |                       |
|  | Lycalopex gymnocercus |
|  |                       |

|  | Lycalopex culpaeus |
|  |                    |
|  | Lycalopex griseus  |
|  |                    |

|  | Lycalopex fulvipes    |
|  |                       |
|  | Lycalopex gymnocercus |
|  |                       |

|  | Lycalopex culpaeus |
|  |                    |
|  | Lycalopex griseus  |
|  |                    |

|  | Lycalopex fulvipes    |
|  |                       |
|  | Lycalopex gymnocercus |
|  |                       |

|  | Lycalopex culpaeus |
|  |                    |
|  | Lycalopex griseus  |
|  |                    |

|  | Lycalopex fulvipes    |
|  |                       |
|  | Lycalopex gymnocercus |
|  |                       |

|  | Lycalopex culpaeus |
|  |                    |
|  | Lycalopex griseus  |
|  |                    |

### Sous-espèces
Selon MSW: 
| Nom et auteur                                                                | Description                                | Répartition géographique                                      | Synonymes |
| ---------------------------------------------------------------------------- | ------------------------------------------ | ------------------------------------------------------------- | --- |
| Renard crabier du Nord Cerdocyon thous aquilus (Bangs, 1898)                 | Pelage sombre, taille moyenne              | Nord du Venezuela et Colombie                                 | apollinaris (Thomas, 1914) |
| Renard crabier d’Azara Cerdocyon thous azarae (Wied, 1824)                   | Pelage brun-roux, plus clair sur le ventre | Nord du Brésil                                                | angulensis (Thomas, 1903) brachyteles (de Blainville, 1843) cancrivorus (Winge, 1896) guaraxa (C. E. H. Smith, 1839) melanostomus (Wagner, 1843) robustior (Lund, 1843)                |
| Renard crabier du Sud Cerdocyon thous entrerianus (Burmeister, 1861)         | Taille plus grande, pelage plus grisâtre   | Brésil, Bolivie, Uruguay, Paraguay, Argentine                 | affinis (Marcelli, 1931) flavogriseus (Zukowsky, 1950) fronto (Lönnberg, 1919) jucundus (Thomas, 1921) mimax (Thomas, 1914) riograndensis (Ihering, 1911) tucumanus (Thomas, 1921)     |
| Cerdocyon thous germanus (Allen, 1923)                                       | Plus petit, pelage gris foncé              | Région andine de Bogota (Colombie)                            | |
| Renard crabier des savannes Cerdocyon thous soudanicus (Thomas, 1903)        | Caractérisé par un pelage sombre et dense  | Est du Venezuela                                              | |
| Renard crabier oriental Cerdocyon thous thous (Linnaeus, 1758) (Espèce-type) | Forme nominale, pelage typique brun-gris   | Venezuela, Guyana, Suriname, Guyane française, nord du Brésil | brasiliensis (Wied-Neuwied, 1824) cancrivorus (Brongniart, 1792) lunaris (Thomas, 1914) melampus (Wagner, 1841) rudis (Günther, 1879) savannarum (Thomas, 1901) vetulus (Studer, 1905) |

## Description
Le renard crabier présente une d’un robe brun grisâtre sur l’ensemble du corps, avec des teintes rougeâtres sur la face et les pattes, ainsi que des extrémités noires aux oreilles et à la queue. Il possède des pattes courtes et robustes, ainsi qu’une longue queue touffue.

### Dimensions
La longueur moyenne de la tête et du corps est de 64,3 cm, tandis que celle de la queue est en moyenne de 28,5 cm. Son poids varie entre 4,5 et7.7 kg,.

### Pelage
Son pelage est court et dense. La couleur varie du gris au brun, en passant par des teintes jaunâtres, pâles ou gris foncé. Une bande noire est visible sur la face postérieure des pattes postérieures, ainsi qu’une raie noire courant le long de la colonne vertébrale. Le museau, les oreilles et les pattes présentent une fourrure plus roussâtre. Les extrémités de la queue, des pattes et des oreilles sont noires. Les oreilles sont larges et arrondies. Le tronc est relativement étroit, les pattes sont courtes mais musclées. La queue épaisse et velue se redresse lorsqu’il est excité. Il existe une variation marquée de la coloration entre les populations, allant du gris-jaune très clair au gris très sombre.
Sur le plan génétique, l’espèce possède 74 chromosomes diploïdes (soit 36 paires).

## Écologie

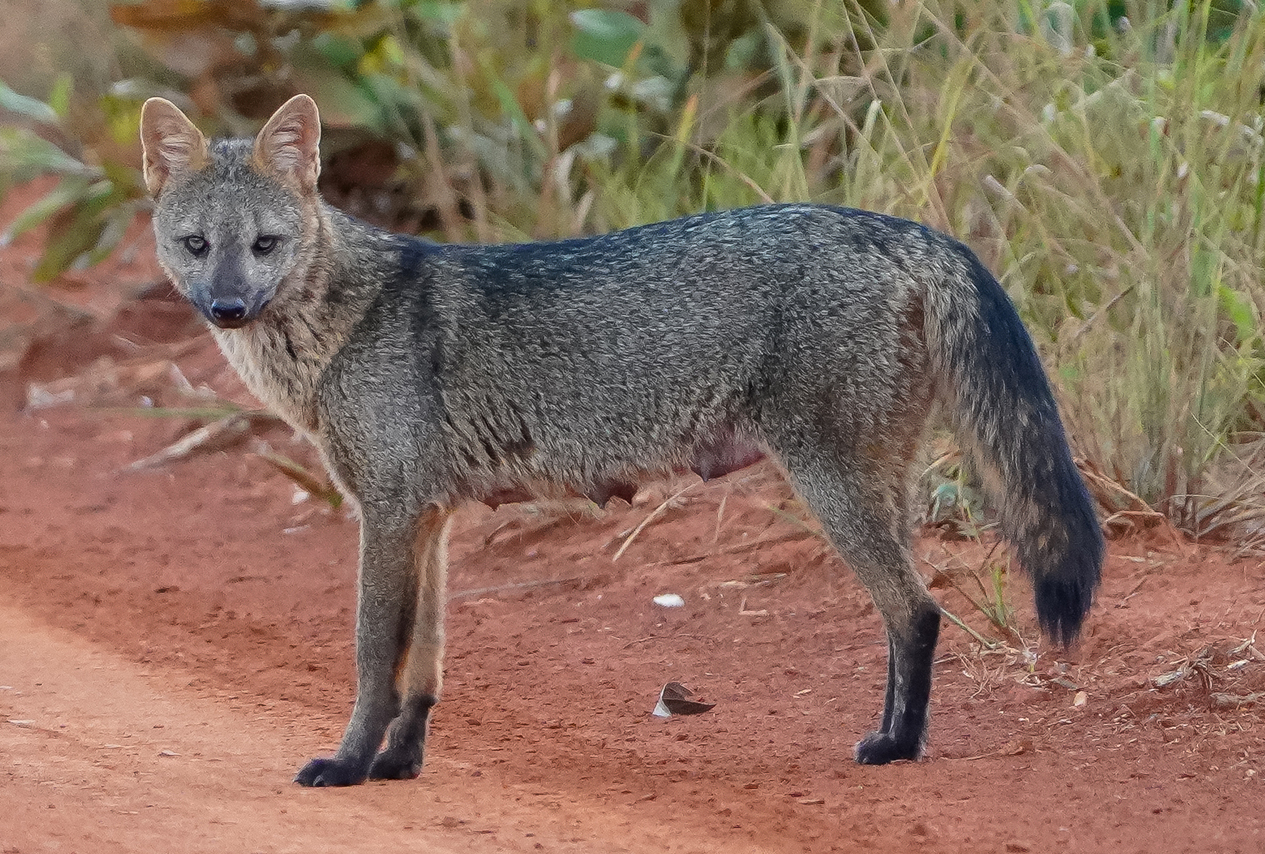
Un renard crabier au Parc national d'Emas Go, Chapadão do Céu, Brésil.

### Distribution et Habitat
Cette espèce de canidé est endémique d’Amérique du Sud, dont il est cantonné aux parties les plus septentrionales du continent. Il est distribué de l’équateur à la Guyane, jusqu’au sud du Brésil.
Il occupe la plupart des habitats y compris marais, savane, cerrado, caatinga, habitat de transition chaco-cerrado-caatinga, terrains buissonneux, bois, forêts sèches semi-decidues, forêt galerie, forêt atlantique, forêt ombrophile mixte, savane isolée au sein de la forêt amazonienne de basse altitude, et forêt de montagne. Il a été vu jusqu'à 3 000 m d'altitude. Il s'adapte bien à la déforestation, au développements agricoles et d'horticulture (canne à sucre, eucalyptus, melon, ananas, etc), et aux habitats en phase de régénération. Dans les régions de chaco aride en Bolivie, Paraguay et Argentine, il se confine aux lisières de forêt ; les espaces plus ouverts y sont occupés par le renard d'Aszara ou renard de pampas.
Les habitats végétalisés sont généralement utilisés en proportion de l'abondance, variant avec le statut social et la saison climatique. Dans les savanes inondées de façon saisonnière (voir Pantanal, Radio-tagged foxes in seasonally flooded savannas of Marajó, Brazil, predominated in wooded savanna (34 %) and regeneration scrub (31 %) ; les sananes en plaines de basse altitude sont évitées, donnant la préférence aux zones de savane boisée, en particulier par les individus adultes matures et en particulier en saison humide. De même dans le llanos central du Venezuela, il migre vers des terres plus hautes en réponse aux inondations saisonnières, bien qu'il se tienne généralement dans la savane de palmiers ouverte (pour environ les 2/3 de la population) et dans les habitats couverts (shrub, bois, forêt décidue. Dans Minas Gerais (Brésil) ils marquent une préférence pour des terrains situés entre les pâtures d'animaux domestiques et la forêt galerie ; on en voit aussi dans les plantations d'eucalyptus et autres terres agricoles (8 %).

### Comportement

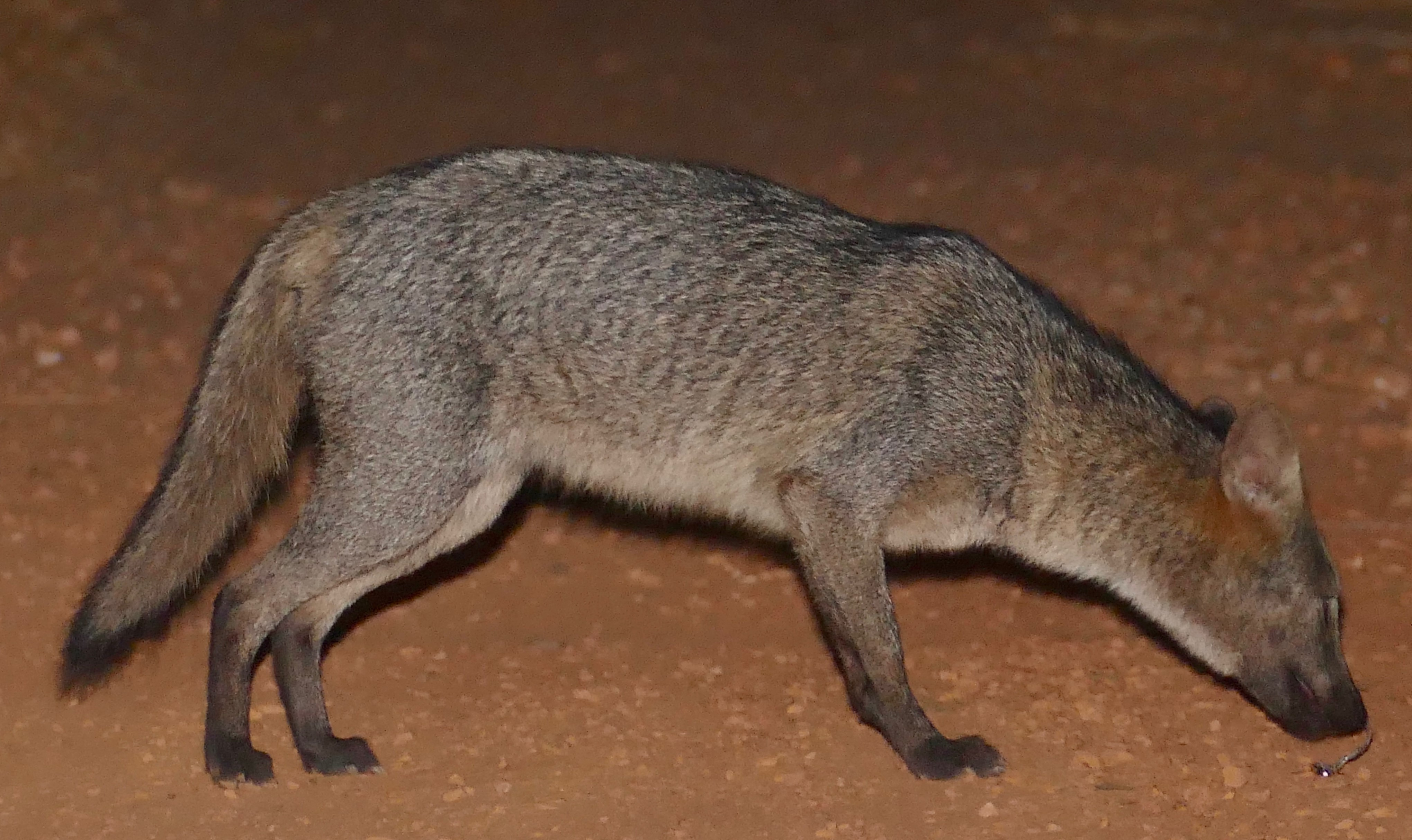
Renard crabier, Pouso Alegre, Transpantaneira, Poconé, Mato Grosso, Brésil

Le renard crabier forme des couples monogames pour la chasse. Plusieurs couples monogames peuvent se regrouper durant la saison de reproduction. La densité de population varie selon les régions : on compte environ un individu pour 4 km2 au Venezuela, contre 0,000 3 individu par km2 dans les zones humides d’Argentine,,.
Un comportement territorial est observé durant la saison sèche ; en revanche, lors de la saison des pluies, où la nourriture est plus abondante, l’animal se montre moins territorial. Les abris et terriers se trouvent généralement dans les buissons ou les hautes herbes, avec plusieurs entrées. Bien qu’il soit capable de creuser, le renard crabier préfère souvent réutiliser les terriers d’autres animaux.
Pour communiquer, il émet plusieurs vocalisations caractéristiques, comme des aboiements, des grognements ou des hurlements, notamment lorsque les membres d’un couple se perdent de vue.
Le renard crabier est un animal nocturne, avec des pics d’activité au milieu de la nuit et en début de matinée.

### Régime alimentaire
Comme l’indique son nom vernaculaire, le renard crabier recherche des crabes sur les plaines inondables boueuses durant la saison des pluies. C’est un omnivore opportuniste, qui préfère les insectes ou les petits animaux comme les rongeurs et les oiseaux lorsque ceux-ci sont disponibles. Il consomme également volontiers d’autres crustacés, des lézards, des tortues, des œufs, des charognes ; tout cela complété avec des fruits. Son régime alimentaire est très varié, et diffère selon les études, ce qui laisse suggérer une alimentation opportuniste et une grande variation à l’échelle géographique. Durant la saison des pluies, son alimentation devient plus riche en crustacés, tandis qu’en saison sèche, elle comprend davantage d’insectes. Le renard crabier joue un rôle écologique important en régulant les populations de rongeurs et d’insectes nuisibles.

#### Reproduction

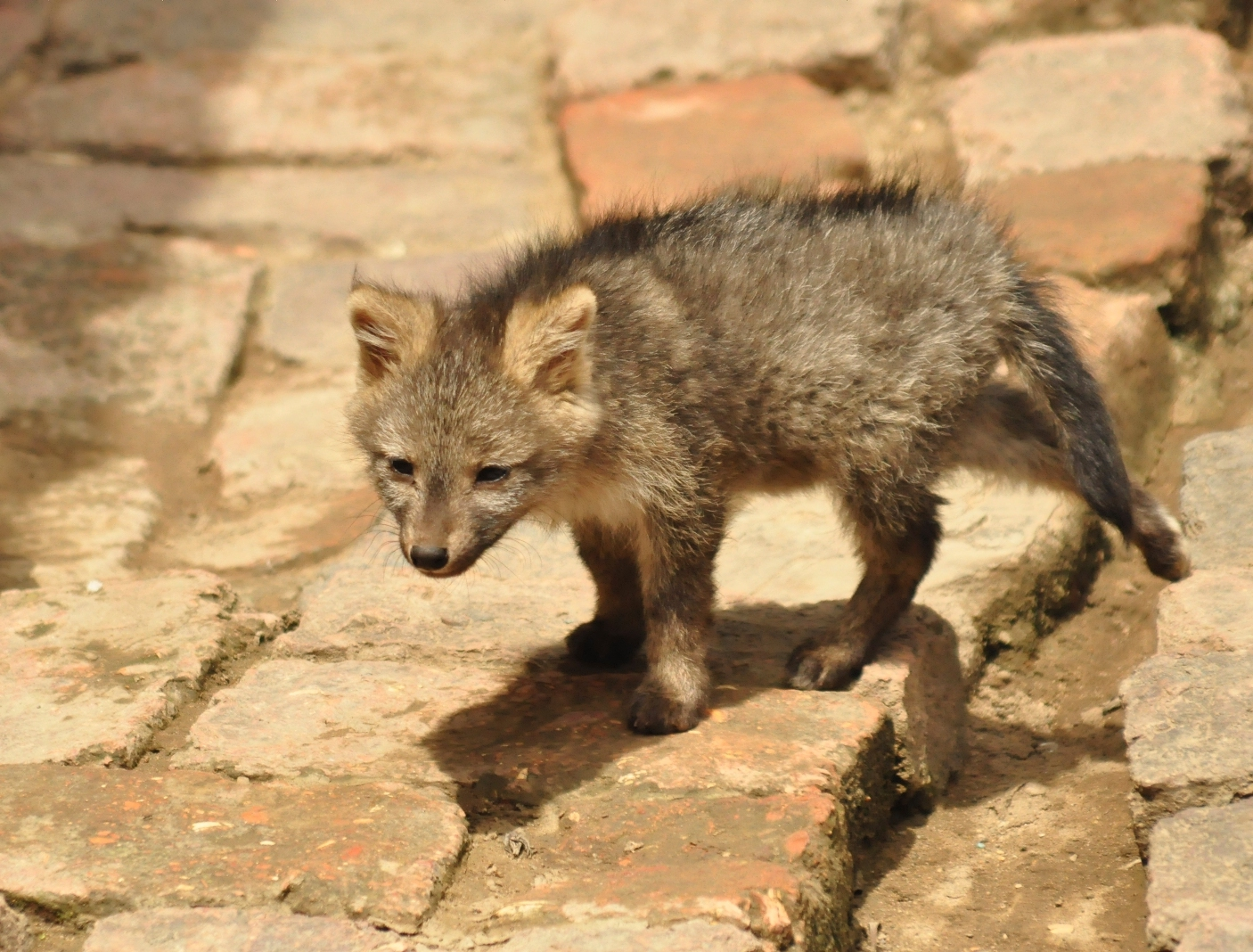
Un jeune renard crabier en captivité

Les renards crabiens atteignent leur maturité sexuelle entre 9 et 10 mois. Les femelles adultes peuvent avoir une ou deux portées par an, selon le climat et la disponibilité de la nourriture. La période de reproduction commence généralement en novembre ou décembre, puis à nouveau en juillet. La gestation dure environ 56 jours, et les naissances ont lieu en janvier, février ou parfois mars, puis à nouveau entre septembre et octobre. Lorsqu’il n’y a qu’une seule portée, celle-ci naît généralement au début du printemps. Le couple reproducteur est monogame et élève ensemble les petits, qui sont sevrés vers l’âge de trois mois et deviennent indépendants entre 5 et 8 mois.

## Le Maikong et l’Homme

### Conservation

#### Menaces sur l'espèce
Outre la pollution par les métaux lourds, la principale menace connue est celle d'infection pathogène en provenance de chiens domestiques. En bordure du parc national de Serra da Canastra au Brésil par exemple, des renards crabiers cherchent de la nourriture sur les amas de détritus humains en compagnie de chiens domestiques non vaccinés.
L'espèce n'a pas de valeur commerciale directe en tant que porteur de fourrure, car cette dernière est courte et rêche. Cependant des fourrures sont parfois vendues sous la fausse appellation de « renard gris » en Argentine ; et sous la fausse appellation de « renard des pampas » (Lycalopex gymnocercus) en Uruguay. La vente commerciale illégale est peu développée, en conséquence probable du bas prix des fourrures ; au Paraguay aucune fourrure illégale de cet animal n'a été confisquée entre 1995 et 2000.

#### Mesures de conservation
Il vit dans un grand nombre d'aires non protégées et protégées au sein de son aire de répartition. En Argentine l'espèce n'était pas considérée « en danger » selon la résolution 144 de la Directive sur la Flore et la Faune Nationales de 1983. Son exploitation et usage commercial étaient interdits en 1987.
Il n'y a pas de législation protectrice spécifique pour cette espèce dans aucun pays ; on note que la chasse d'animaux sauvages est officiellement interdite dans la plupart des pays de son habitat.
De façon générale, en date de février 2011 il n'y a pas de législation régulatoire pour cette espèce en tant que peste ; mais il est peu aimé en tant que prédateur de volailles et d'agneaux, ce qui amène de la chasse illégale et la vente subséquente des peaux. Dans certains pays le contrôle de leur nombre est limité par des quotas spécifiques (sans primes officielles attachée à leur destruction) ; mais ce système est souvent ignoré, détourné ou non fait respecter. En Uruguay, aucun permis de chasse n'a été délivré depuis 1989, au motif que le nombre d'attaques d'agneaux par les renards crabiers est négligeable.